# Amigues fins al final
Amigues fins al final (títol original: Friends 'Til The End) és un telefilm estatunidenc dirigit per Jack Bender, difós l'any 1997. Ha estat doblada al català.

## Argument
Heather és una estudiant que triomfa en tot. Bonica i popular, canta en un grup. Un dia, coneix Zanne Armstrong, una jove fràgil que decideix protegir. Es fan ràpidament amigues però Heather no triga a percebre que Zanne no és la noia que pretén ser i que amaga un pesat passat.

## Repartiment
- Shannen Doherty: Heather Romley
- Jennifer Blanc: Zanne Armstrong / Suzanne Boxejar
- Jason London: Simon
- Harriet Sansom Harris: Mrs. Boxejar
- John Livingston: Nick
- Marisol Nichols: Alison
- Cliff Dorfman: Sammy
- Gregory Itzin: Mr. Romley
- Christine Healy: Mrs. Romley
- Nicole Bilderback: Paige
- Steven Martini: Bryan
- Jenna Leigh Green: Risa